# Механізм Ліпкіна-Посельє

Механізм (прямило) Ліпкіна-Посельє:
ланки, що зображені одним кольором, мають однакову довжину

Геометричні побудови для механізму Ліпкіна-Посельє

Поступальна пара чотири ланкового механізму виконує роль приводу механізму Ліпкіна-Посельє

Механі́зм (прями́ло) Лі́пкіна-Посельє́ — (англ. Peaucellier–Lipkin linkage), винайдений у 1864 році, був першим пласким шарнірним механізмом, здатним перетворювати обертальний рух у досконалий прямолінійний (інверсор), і навпаки.

## Історична довідка
Механізм названо на честь офіцера інженерного корпусу французької армії Чарльза Нікола Посельє (фр. Charles-Nicolas_Peaucellier, 1832–1913), і литовця єврейського походження Йоми Това Ліпмана Ліпкіна (1846–1876).. Про побудову інверсора у 1864 році у приватному листі повідомив офіцер Чарльз Посельє. Однак він не вказав жодних подробиць побудови механізму. У 1868 році студент П. Л. Чебишова Ліпман Ліпкін зробив винахід нової конструкції інверсора. Його детальна стаття опублікована у 1870 році, і лише в 1873 році з'явилася стаття Посельє з описом такого ж механізму і з посиланням на роботу Ліпкіна.
До цього винаходу відомі на той час методи створення прямолінійного руху вимагали наявності напрямних, що особливо є значимим для деталей машин та для технологічних процесів. Зокрема, без використання цього чи подібних йому винаходів у поршневому насосі защільнення в місці кріплення поршня до штока було проблемним з точки зору забезпечення надійної герметизації.
Цей винахід відіграв важливу роль у розвитку конструкцій парових машин.
Математичний опис механізму Ліпкіна-Посельє прямо пов'язаний з інверсією кола.
Існує також, маловідомий механізм забезпечення прямолінійного руху — механізм Саррюса. Цей механізм з'явився на 11 років раніше за механізм Ліпкіна-Посельє. Він складається з декількох шарнірно-сполучених прямокутних пластин, дві з яких залишаються взаємно паралельними, але відстань між ними може змінюватись. Механізм Саррюса належить до класу просторових механізмів, на відміну від механізму Ліпкіна-Посельє, який є пласким механізмом.

## Кінематика механізму
Геометрична побудова механізму базується на використанні шести ланок сталої довжини: OA, OC, AB, BC, CD, DA. Довжина ланки OA дорівнює довжині ланки OC, і довжини ланок AB, BC, CD та DA є між собою однаковими, утворюючи паралелограм. У той же час, точка O залишається нерухомою. Якщо точка B здійснює вимушений рух по колу (на рисунку зображено червоним), що проведене через точку О, то точка D буде рухатись уздовж прямої лінії (показана блакитним кольором). У протилежному випадку, якщо точка B буде вимушено рухатись уздовж прямої, яка не проходить через т. O, то точка D буде рухатись по колу, що проходить через т. O.

## Інші способи перетворення обертального руху у прямолінійний
- Механізм Чебишова
- Механізм Хойкена
- Механізм Ватта
- Кривошипно-шатунний механізм